# Pneumatologie

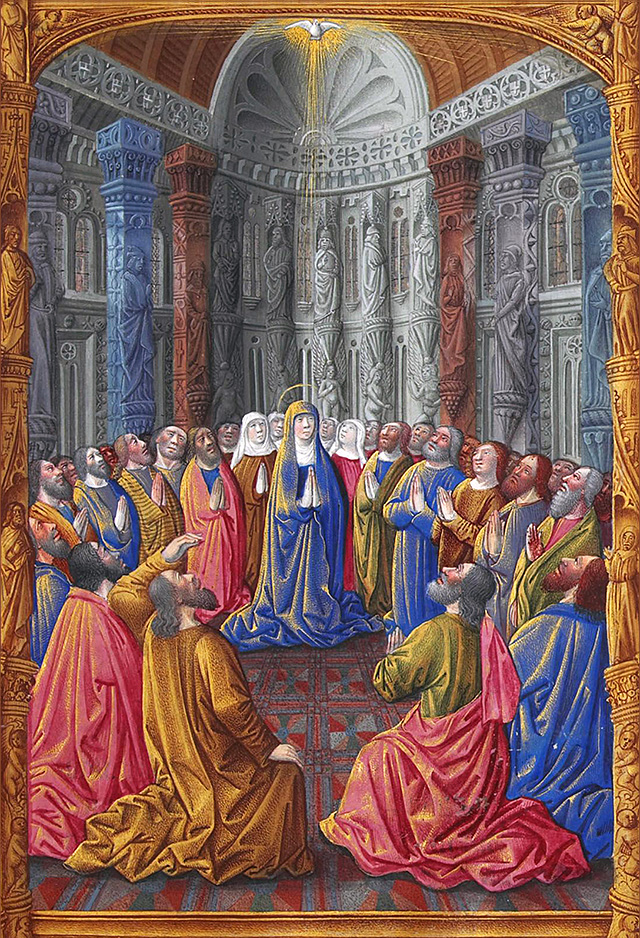
Het pinksterfeest (de uitstorting van de Heilige Geest) in Les Très Riches Heures du Duc de Berry

Pneumatologie is de theologische term voor de opvattingen van de christelijke kerken over de Heilige Geest. Het woord wordt ook wel gebruikt voor bestudering van geestelijke wezens en fenomenen in het algemeen, en dan met name de interactie daarbij tussen mensen en God. Pneuma is Grieks voor adem, waarmee een onstoffelijk wezen of invloed aangeduid wordt.
De pneumatologie omvat de opvattingen betreffende de persoon van de Heilige Geest en de werken van de Heilige Geest. Onder deze laatste categorie vallen ook de leer van de wedergeboorte, de geestelijke gaven (charismata), de doop met de Heilige Geest, de heiliging, de inspiratie van profeten en de onderlinge verhoudingen binnen de Drie-eenheid. De diverse christelijke denominaties hebben verschillende opvattingen over persoon en werk van de Geest. 
In de kerkgeschiedenis zijn vier belangrijke discussies geweest die van grote invloed zijn geweest op de hedendaagse christelijke pneumatologie:
- In de tijd van de kerkvaders werd gedebatteerd over de vraag of de Heilige Geest ook goddelijk was. Arius stelde dat de Geest een 'wezen' of 'engel' was, terwijl Athanasius dat weersprak door goddelijke eigenschappen aan de Geest toe te schrijven, zoals onveranderlijkheid, transcendentie, het vermogen om te heiligen en betrokkenheid bij de schepping. De opvatting van Athanasius werd die van de christelijke orthodoxie.
- In de Middeleeuwen was er een discussie over de relatie tussen Jezus Christus en de Heilige Geest. De Oosterse kerk geloofde dat de Heilige Geest uitging van de Vader alleen, zoals staat in de Geloofsbelijdenis van Nicea, terwijl Augustinus van Hippo en in zijn voetspoor de Rooms-Katholieke Kerk stelde dat de Geest uitging van de Vader én de Zoon. In 1014 werd dit ook toegevoegd aan de Geloofsbelijdenis van Nicaea. Dit is bekend geworden als de strijd over het filioque.
- Tijdens de Reformatie en de Contrareformatie was vooral over de relatie tussen de Geest en de Bijbel onderwerp van debat. Maarten Luther en Johannes Calvijn stelden dat de gelovige met hulp van de Geest zelf de bijbel mocht interpreteren, terwijl de contra-reformatoren stelden dat de bevoegdheid hiertoe alleen bij de kerk lag.
- Veel hedendaagse theologen leggen een bijzondere band tussen de Geest en de kerk. Zij zien de Geest als de autoriteit die de kerk bestuurt, onderdrukte minderheden bevrijdt en verantwoordelijk is voor het ervaren van het geloof. Theologen die een belangrijke bijdrage hebben geleverd aan de moderne pneumatologie zijn Jürgen Moltmann, Kilian McDonnell, Yves Congar en James Dunn.